# Tour de Sibiu 2022
La 12.ª edición de la competición ciclista Tour de Sibiu fue una carrera de ciclismo en ruta por etapas que se celebró entre el 2 y el 5 de julio de 2022 en Rumania, con inicio y final en la ciudad de Sibiu sobre un recorrido de 401,1 kilómetros.
La carrera formó parte del UCI Europe Tour 2022, calendario ciclístico de los Circuitos Continentales UCI, dentro de la categoría 2.1 y fue ganada por el italiano Giovanni Aleotti del Bora-Hansgrohe. Completaron el podio, como segundo y tercer clasificado respectivamente, los belgas, Harm Vanhoucke del Lotto Soudal y Cian Uijtdebroeks, compañero de equipo del vencedor.

## Equipos participantes
Tomaron parte en la carrera 28 equipos: 6 de categoría UCI WorldTeam, 3 de categoría UCI ProTeam, 17 de categoría Continental y dos selecciones nacionales. Formaron así un pelotón de 168 ciclistas de los que acabaron 123. Los equipos participantes fueron:
| WorldTeams (6)- Astana Qazaqstan Team - Bora-Hansgrohe - Cofidis - Israel-Premier Tech - Jumbo-Visma - Lotto-Soudal ProTeams (3)- Bardiani-CSF-Faizanè - Drone Hopper-Androni Giocattoli - Team Novo Nordisk Equipos continentales (17)- À Bloc CT - ATT Investments - Bike Aid - Team Corratec - EF Education-Nippo Development - Elkov-Kasper - Giotti Victoria-Savini Due - Global 6 Cycling - HRE Mazowsze Serce Polski - Hrinkow Advarics - Maloja Pushbikers - MENtoRISE Elite Team CFX - Team Novak - P&S Benotti - Saris Rouvy Sauerland Team - Yoeleo Test Team p/b 4MIND - Vorarlberg Equipos nacionales (2)- México - Rumania |
| |

## Recorrido
El Tour de Sibiu dispuso de cinco etapas para un recorrido total de 401,1 kilómetros.
| Etapa       | Fecha    | Recorrido          | type                    | Distancia (km) | Ganador          | Líder            |
| ----------- | -------- | ------------------ | ----------------------- | -------------- | ---------------- | ---------------- |
| Prólogo     | 2 de jul | Sibiu – Sibiu      | contrarreloj individual | 2,3            | Tim Van Dijke    | Tim Van Dijke    |
| 1.ª etapa   | 3 de jul | Brezoi – Sibiu     | etapa de media montaña  | 206,9          | Filippo Fiorelli | Filippo Fiorelli |
| 2.ª etapa   | 4 de jul | Sibiu – Lago Bâlea | etapa de montaña        | 179,4          | Giovanni Aleotti | Giovanni Aleotti |
| 3.ª etapa A | 5 de jul | Curmătura          | cronoescalada           | 12,5           | Giovanni Aleotti | Giovanni Aleotti |
| 3.ª etapa B | 5 de jul | Sibiu – Sibiu      | etapa de media montaña  | 98,4           | Stefano Gandin   | Giovanni Aleotti |

## Desarrollo de la carrera

### Prólogo
| Sibiu - Sibiu | contrarreloj individual | (2,3 km) |

| \| Clasificación de la etapa \| Clasificación de la etapa \| Clasificación de la etapa \| Clasificación de la etapa \| Clasificación de la etapa \| \| Ciclista \| Ciclista \| Equipo \| Tiempo \| \| \| ------------------------- \| ------------------------- \| ------------------------- \| ------------------------- \| ------------------------- \| \| 1.º \| Tim Van Dijke \| Jumbo-Visma \| 2 min 43 s \| \| \| 2.º \| Marceli Bogusławski \| HRE Mazowsze Serce Polski \| + 0 s \| \| \| 3.º \| Martin Laas \| Bora-Hansgrohe \| + 2 s \| \| \| 4.º \| Pascal Eenkhoorn \| Jumbo-Visma \| + 3 s \| \| \| 5.º \| David Dekker \| Jumbo-Visma \| + 4 s \| \| \| 6.º \| Joren Bloem \| À Bloc CT \| + 5 s \| \| \| 7.º \| Matyáš Kopecký \| Team Novo Nordisk \| + 5 s \| \| \| 8.º \| Tom Lindner \| P&S Benotti \| + 5 s \| \| \| 9.º \| Taj Jones \| Israel-Premier Tech \| + 5 s \| \| \| 10.º \| Luis-Joe Lührs \| Bora-Hansgrohe \| + 6 s \| \| |                     |                           |            |
| |                     |                           |            |
| |                     |                           |            |
| Clasificación de la etapa |                     |                           |            |
| Ciclista | Ciclista            | Equipo                    | Tiempo     |
| 1.º | Tim Van Dijke       | Jumbo-Visma               | 2 min 43 s |
| 2.º | Marceli Bogusławski | HRE Mazowsze Serce Polski | + 0 s      |
| 3.º | Martin Laas         | Bora-Hansgrohe            | + 2 s      |
| 4.º | Pascal Eenkhoorn    | Jumbo-Visma               | + 3 s      |
| 5.º | David Dekker        | Jumbo-Visma               | + 4 s      |
| 6.º | Joren Bloem         | À Bloc CT                 | + 5 s      |
| 7.º | Matyáš Kopecký      | Team Novo Nordisk         | + 5 s      |
| 8.º | Tom Lindner         | P&S Benotti               | + 5 s      |
| 9.º | Taj Jones           | Israel-Premier Tech       | + 5 s      |
| 10.º | Luis-Joe Lührs      | Bora-Hansgrohe            | + 6 s      |

| \| Clasificación general \| Clasificación general \| Clasificación general \| Clasificación general \| Clasificación general \| \| Ciclista \| Ciclista \| Equipo \| Tiempo \| \| \| --------------------- \| --------------------- \| ------------------------- \| --------------------- \| --------------------- \| \| 1.º \| Tim Van Dijke \| Jumbo-Visma \| 2 min 42 s \| \| \| 2.º \| Marceli Bogusławski \| HRE Mazowsze Serce Polski \| + 1 s \| \| \| 3.º \| Martin Laas \| Bora-Hansgrohe \| + 2 s \| \| \| 4.º \| Pascal Eenkhoorn \| Jumbo-Visma \| + 3 s \| \| \| 5.º \| David Dekker \| Jumbo-Visma \| + 5 s \| \| \| 6.º \| Joren Bloem \| À Bloc CT \| + 5 s \| \| \| 7.º \| Matyáš Kopecký \| Team Novo Nordisk \| + 5 s \| \| \| 8.º \| Tom Lindner \| P&S Benotti \| + 5 s \| \| \| 9.º \| Taj Jones \| Israel-Premier Tech \| + 6 s \| \| \| 10.º \| Luis-Joe Lührs \| Bora-Hansgrohe \| + 6 s \| \| |                     |                           |            |
| |                     |                           |            |
| |                     |                           |            |
| Clasificación general |                     |                           |            |
| Ciclista | Ciclista            | Equipo                    | Tiempo     |
| 1.º | Tim Van Dijke       | Jumbo-Visma               | 2 min 42 s |
| 2.º | Marceli Bogusławski | HRE Mazowsze Serce Polski | + 1 s      |
| 3.º | Martin Laas         | Bora-Hansgrohe            | + 2 s      |
| 4.º | Pascal Eenkhoorn    | Jumbo-Visma               | + 3 s      |
| 5.º | David Dekker        | Jumbo-Visma               | + 5 s      |
| 6.º | Joren Bloem         | À Bloc CT                 | + 5 s      |
| 7.º | Matyáš Kopecký      | Team Novo Nordisk         | + 5 s      |
| 8.º | Tom Lindner         | P&S Benotti               | + 5 s      |
| 9.º | Taj Jones           | Israel-Premier Tech       | + 6 s      |
| 10.º | Luis-Joe Lührs      | Bora-Hansgrohe            | + 6 s      |

### 1.ª etapa
| Brezoi - Sibiu | etapa de media montaña | (206,9 km) |

| \| Clasificación de la etapa \| Clasificación de la etapa \| Clasificación de la etapa \| Clasificación de la etapa \| Clasificación de la etapa \| \| Ciclista \| Ciclista \| Equipo \| Tiempo \| \| \| ------------------------- \| ------------------------- \| ------------------------------- \| ------------------------- \| ------------------------- \| \| 1.º \| Filippo Fiorelli \| Bardiani CSF Faizanè \| 5 h 12 min 54 s \| \| \| 2.º \| Nicolas Dalla Valle \| Giotti Victoria-Savini Due \| + 0 s \| \| \| 3.º \| Andrea Piccolo \| Drone Hopper-Androni Giocattoli \| + 0 s \| \| \| 4.º \| Yevgeniy Gidich \| Astana Qazaqstan Team \| + 0 s \| \| \| 5.º \| Eduard-Michael Grosu \| Drone Hopper-Androni Giocattoli \| + 0 s \| \| \| 6.º \| Carlos Barbero \| Lotto-Soudal \| + 0 s \| \| \| 7.º \| Adam Ťoupalík \| Elkov-Kasper \| + 0 s \| \| \| 8.º \| Tom Lindner \| P&S Benotti \| + 0 s \| \| \| 9.º \| Rubén Fernández Andújar \| Cofidis \| + 0 s \| \| \| 10.º \| David Dekker \| Jumbo-Visma \| + 0 s \| \| |                         |                                 |                 |
| |                         |                                 |                 |
| |                         |                                 |                 |
| Clasificación de la etapa |                         |                                 |                 |
| Ciclista | Ciclista                | Equipo                          | Tiempo          |
| 1.º | Filippo Fiorelli        | Bardiani CSF Faizanè            | 5 h 12 min 54 s |
| 2.º | Nicolas Dalla Valle     | Giotti Victoria-Savini Due      | + 0 s           |
| 3.º | Andrea Piccolo          | Drone Hopper-Androni Giocattoli | + 0 s           |
| 4.º | Yevgeniy Gidich         | Astana Qazaqstan Team           | + 0 s           |
| 5.º | Eduard-Michael Grosu    | Drone Hopper-Androni Giocattoli | + 0 s           |
| 6.º | Carlos Barbero          | Lotto-Soudal                    | + 0 s           |
| 7.º | Adam Ťoupalík           | Elkov-Kasper                    | + 0 s           |
| 8.º | Tom Lindner             | P&S Benotti                     | + 0 s           |
| 9.º | Rubén Fernández Andújar | Cofidis                         | + 0 s           |
| 10.º | David Dekker            | Jumbo-Visma                     | + 0 s           |

| \| Clasificación general \| Clasificación general \| Clasificación general \| Clasificación general \| Clasificación general \| \| Ciclista \| Ciclista \| Equipo \| Tiempo \| \| \| --------------------- \| --------------------- \| ------------------------------- \| --------------------- \| --------------------- \| \| 1.º \| Filippo Fiorelli \| Bardiani CSF Faizanè \| 5 h 15 min 35 s \| \| \| 2.º \| Tim Van Dijke \| Jumbo-Visma \| + 1 s \| \| \| 3.º \| Nicolas Dalla Valle \| Giotti Victoria-Savini Due \| + 2 s \| \| \| 4.º \| Lukas Meiler \| Team Vorarlberg \| + 2 s \| \| \| 5.º \| Andrea Piccolo \| Drone Hopper-Androni Giocattoli \| + 4 s \| \| \| 6.º \| David Dekker \| Jumbo-Visma \| + 6 s \| \| \| 7.º \| Luis-Joe Lührs \| Bora-Hansgrohe \| + 6 s \| \| \| 8.º \| Tom Lindner \| P&S Benotti \| + 6 s \| \| \| 9.º \| Stefan de Bod \| Astana Qazaqstan Team \| + 7 s \| \| \| 10.º \| Michele Gazzoli \| Astana Qazaqstan Team \| + 7 s \| \| |                     |                                 |                 |
| |                     |                                 |                 |
| |                     |                                 |                 |
| Clasificación general |                     |                                 |                 |
| Ciclista | Ciclista            | Equipo                          | Tiempo          |
| 1.º | Filippo Fiorelli    | Bardiani CSF Faizanè            | 5 h 15 min 35 s |
| 2.º | Tim Van Dijke       | Jumbo-Visma                     | + 1 s           |
| 3.º | Nicolas Dalla Valle | Giotti Victoria-Savini Due      | + 2 s           |
| 4.º | Lukas Meiler        | Team Vorarlberg                 | + 2 s           |
| 5.º | Andrea Piccolo      | Drone Hopper-Androni Giocattoli | + 4 s           |
| 6.º | David Dekker        | Jumbo-Visma                     | + 6 s           |
| 7.º | Luis-Joe Lührs      | Bora-Hansgrohe                  | + 6 s           |
| 8.º | Tom Lindner         | P&S Benotti                     | + 6 s           |
| 9.º | Stefan de Bod       | Astana Qazaqstan Team           | + 7 s           |
| 10.º | Michele Gazzoli     | Astana Qazaqstan Team           | + 7 s           |

### 2.ª etapa
| Sibiu - Lago Bâlea | etapa de montaña | (179,4 km) |

| \| Clasificación de la etapa \| Clasificación de la etapa \| Clasificación de la etapa \| Clasificación de la etapa \| Clasificación de la etapa \| \| Ciclista \| Ciclista \| Equipo \| Tiempo \| \| \| ------------------------- \| ------------------------- \| ------------------------------- \| ------------------------- \| ------------------------- \| \| 1.º \| Giovanni Aleotti \| Bora-Hansgrohe \| 4 h 41 min 55 s \| \| \| 2.º \| Harm Vanhoucke \| Lotto-Soudal \| + 2 s \| \| \| 3.º \| Cian Uijtdebroeks \| Bora-Hansgrohe \| + 7 s \| \| \| 4.º \| Gijs Leemreize \| Jumbo-Visma \| + 17 s \| \| \| 5.º \| Sebastian Berwick \| Israel-Premier Tech \| + 21 s \| \| \| 6.º \| Andrea Piccolo \| Drone Hopper-Androni Giocattoli \| + 29 s \| \| \| 7.º \| Roland Thalmann \| Team Vorarlberg \| + 29 s \| \| \| 8.º \| Immanuel Stark \| P&S Benotti \| + 29 s \| \| \| 9.º \| Riccardo Zoidl \| Team Vorarlberg \| + 29 s \| \| \| 10.º \| Stefan de Bod \| Astana Qazaqstan Team \| + 29 s \| \| |                   |                                 |                 |
| |                   |                                 |                 |
| |                   |                                 |                 |
| Clasificación de la etapa |                   |                                 |                 |
| Ciclista | Ciclista          | Equipo                          | Tiempo          |
| 1.º | Giovanni Aleotti  | Bora-Hansgrohe                  | 4 h 41 min 55 s |
| 2.º | Harm Vanhoucke    | Lotto-Soudal                    | + 2 s           |
| 3.º | Cian Uijtdebroeks | Bora-Hansgrohe                  | + 7 s           |
| 4.º | Gijs Leemreize    | Jumbo-Visma                     | + 17 s          |
| 5.º | Sebastian Berwick | Israel-Premier Tech             | + 21 s          |
| 6.º | Andrea Piccolo    | Drone Hopper-Androni Giocattoli | + 29 s          |
| 7.º | Roland Thalmann   | Team Vorarlberg                 | + 29 s          |
| 8.º | Immanuel Stark    | P&S Benotti                     | + 29 s          |
| 9.º | Riccardo Zoidl    | Team Vorarlberg                 | + 29 s          |
| 10.º | Stefan de Bod     | Astana Qazaqstan Team           | + 29 s          |

| \| Clasificación general \| Clasificación general \| Clasificación general \| Clasificación general \| Clasificación general \| \| Ciclista \| Ciclista \| Equipo \| Tiempo \| \| \| --------------------- \| --------------------- \| ------------------------------- \| --------------------- \| --------------------- \| \| 1.º \| Giovanni Aleotti \| Bora-Hansgrohe \| 9 h 57 min 32 s \| \| \| 2.º \| Harm Vanhoucke \| Lotto-Soudal \| + 10 s \| \| \| 3.º \| Cian Uijtdebroeks \| Bora-Hansgrohe \| + 15 s \| \| \| 4.º \| Gijs Leemreize \| Jumbo-Visma \| + 27 s \| \| \| 5.º \| Andrea Piccolo \| Drone Hopper-Androni Giocattoli \| + 31 s \| \| \| 6.º \| Sebastian Berwick \| Israel-Premier Tech \| + 33 s \| \| \| 7.º \| Stefan de Bod \| Astana Qazaqstan Team \| + 34 s \| \| \| 8.º \| Roland Thalmann \| Team Vorarlberg \| + 37 s \| \| \| 9.º \| Immanuel Stark \| P&S Benotti \| + 44 s \| \| \| 10.º \| Johannes Adamietz \| Saris Rouvy Sauerland Team \| + 55 s \| \| |                   |                                 |                 |
| |                   |                                 |                 |
| |                   |                                 |                 |
| Clasificación general |                   |                                 |                 |
| Ciclista | Ciclista          | Equipo                          | Tiempo          |
| 1.º | Giovanni Aleotti  | Bora-Hansgrohe                  | 9 h 57 min 32 s |
| 2.º | Harm Vanhoucke    | Lotto-Soudal                    | + 10 s          |
| 3.º | Cian Uijtdebroeks | Bora-Hansgrohe                  | + 15 s          |
| 4.º | Gijs Leemreize    | Jumbo-Visma                     | + 27 s          |
| 5.º | Andrea Piccolo    | Drone Hopper-Androni Giocattoli | + 31 s          |
| 6.º | Sebastian Berwick | Israel-Premier Tech             | + 33 s          |
| 7.º | Stefan de Bod     | Astana Qazaqstan Team           | + 34 s          |
| 8.º | Roland Thalmann   | Team Vorarlberg                 | + 37 s          |
| 9.º | Immanuel Stark    | P&S Benotti                     | + 44 s          |
| 10.º | Johannes Adamietz | Saris Rouvy Sauerland Team      | + 55 s          |

### 3.ª etapa A
| Curmătura - | cronoescalada | (12,5 km) |

| \| Clasificación de la etapa \| Clasificación de la etapa \| Clasificación de la etapa \| Clasificación de la etapa \| Clasificación de la etapa \| \| Ciclista \| Ciclista \| Equipo \| Tiempo \| \| \| ------------------------- \| ------------------------- \| -------------------------- \| ------------------------- \| ------------------------- \| \| 1.º \| Giovanni Aleotti \| Bora-Hansgrohe \| 26 min 47 s \| \| \| 2.º \| Stefan de Bod \| Astana Qazaqstan Team \| + 4 s \| \| \| 3.º \| Harm Vanhoucke \| Lotto-Soudal \| + 15 s \| \| \| 4.º \| Cian Uijtdebroeks \| Bora-Hansgrohe \| + 16 s \| \| \| 5.º \| Javier Romo \| Astana Qazaqstan Team \| + 37 s \| \| \| 6.º \| Chris Harper \| Jumbo-Visma \| + 44 s \| \| \| 7.º \| James Piccoli \| Israel-Premier Tech \| + 57 s \| \| \| 8.º \| Johannes Adamietz \| Saris Rouvy Sauerland Team \| + 1 min 02 s \| \| \| 9.º \| Gijs Leemreize \| Jumbo-Visma \| + 1 min 10 s \| \| \| 10.º \| Dylan Sunderland \| Global 6 Cycling \| + 1 min 17 s \| \| |                   |                            |              |
| |                   |                            |              |
| |                   |                            |              |
| Clasificación de la etapa |                   |                            |              |
| Ciclista | Ciclista          | Equipo                     | Tiempo       |
| 1.º | Giovanni Aleotti  | Bora-Hansgrohe             | 26 min 47 s  |
| 2.º | Stefan de Bod     | Astana Qazaqstan Team      | + 4 s        |
| 3.º | Harm Vanhoucke    | Lotto-Soudal               | + 15 s       |
| 4.º | Cian Uijtdebroeks | Bora-Hansgrohe             | + 16 s       |
| 5.º | Javier Romo       | Astana Qazaqstan Team      | + 37 s       |
| 6.º | Chris Harper      | Jumbo-Visma                | + 44 s       |
| 7.º | James Piccoli     | Israel-Premier Tech        | + 57 s       |
| 8.º | Johannes Adamietz | Saris Rouvy Sauerland Team | + 1 min 02 s |
| 9.º | Gijs Leemreize    | Jumbo-Visma                | + 1 min 10 s |
| 10.º | Dylan Sunderland  | Global 6 Cycling           | + 1 min 17 s |

| \| Clasificación general \| Clasificación general \| Clasificación general \| Clasificación general \| Clasificación general \| \| Ciclista \| Ciclista \| Equipo \| Tiempo \| \| \| --------------------- \| --------------------- \| ------------------------------- \| --------------------- \| --------------------- \| \| 1.º \| Giovanni Aleotti \| Bora-Hansgrohe \| 10 h 24 min 19 s \| \| \| 2.º \| Harm Vanhoucke \| Lotto-Soudal \| + 25 s \| \| \| 3.º \| Cian Uijtdebroeks \| Bora-Hansgrohe \| + 30 s \| \| \| 4.º \| Stefan de Bod \| Astana Qazaqstan Team \| + 38 s \| \| \| 5.º \| Gijs Leemreize \| Jumbo-Visma \| + 1 min 36 s \| \| \| 6.º \| Johannes Adamietz \| Saris Rouvy Sauerland Team \| + 1 min 57 s \| \| \| 7.º \| Andrea Piccolo \| Drone Hopper-Androni Giocattoli \| + 1 min 58 s \| \| \| 8.º \| James Piccoli \| Israel-Premier Tech \| + 1 min 59 s \| \| \| 9.º \| Chris Harper \| Jumbo-Visma \| + 2 min 02 s \| \| \| 10.º \| Roland Thalmann \| Team Vorarlberg \| + 2 min 03 s \| \| |                   |                                 |                  |
| |                   |                                 |                  |
| |                   |                                 |                  |
| Clasificación general |                   |                                 |                  |
| Ciclista | Ciclista          | Equipo                          | Tiempo           |
| 1.º | Giovanni Aleotti  | Bora-Hansgrohe                  | 10 h 24 min 19 s |
| 2.º | Harm Vanhoucke    | Lotto-Soudal                    | + 25 s           |
| 3.º | Cian Uijtdebroeks | Bora-Hansgrohe                  | + 30 s           |
| 4.º | Stefan de Bod     | Astana Qazaqstan Team           | + 38 s           |
| 5.º | Gijs Leemreize    | Jumbo-Visma                     | + 1 min 36 s     |
| 6.º | Johannes Adamietz | Saris Rouvy Sauerland Team      | + 1 min 57 s     |
| 7.º | Andrea Piccolo    | Drone Hopper-Androni Giocattoli | + 1 min 58 s     |
| 8.º | James Piccoli     | Israel-Premier Tech             | + 1 min 59 s     |
| 9.º | Chris Harper      | Jumbo-Visma                     | + 2 min 02 s     |
| 10.º | Roland Thalmann   | Team Vorarlberg                 | + 2 min 03 s     |

### 3.ª etapa B
| Sibiu - Sibiu | etapa de media montaña | (98,4 km) |

| \| Clasificación de la etapa \| Clasificación de la etapa \| Clasificación de la etapa \| Clasificación de la etapa \| Clasificación de la etapa \| \| Ciclista \| Ciclista \| Equipo \| Tiempo \| \| \| ------------------------- \| ------------------------- \| ------------------------- \| ------------------------- \| ------------------------- \| \| 1.º \| Stefano Gandin \| Team Corratec \| 2 h 13 min 28 s \| \| \| 2.º \| Michael Kukrle \| Elkov-Kasper \| + 0 s \| \| \| 3.º \| Lukas Meiler \| Team Vorarlberg \| + 3 s \| \| \| 4.º \| Timon Loderer \| Hrinkow Advarics \| + 3 s \| \| \| 5.º \| Cristian Raileanu \| Sakarya BB Pro Team \| + 3 s \| \| \| 6.º \| Meindert Weulink \| À Bloc CT \| + 3 s \| \| \| 7.º \| Immanuel Stark \| P&S Benotti \| + 3 s \| \| \| 8.º \| David Dekker \| Jumbo-Visma \| + 29 s \| \| \| 9.º \| Carlos Alfonso García \| México \| + 29 s \| \| \| 10.º \| Filippo Fiorelli \| Bardiani CSF Faizanè \| + 29 s \| \| |                       |                      |                 |
| |                       |                      |                 |
| |                       |                      |                 |
| Clasificación de la etapa |                       |                      |                 |
| Ciclista | Ciclista              | Equipo               | Tiempo          |
| 1.º | Stefano Gandin        | Team Corratec        | 2 h 13 min 28 s |
| 2.º | Michael Kukrle        | Elkov-Kasper         | + 0 s           |
| 3.º | Lukas Meiler          | Team Vorarlberg      | + 3 s           |
| 4.º | Timon Loderer         | Hrinkow Advarics     | + 3 s           |
| 5.º | Cristian Raileanu     | Sakarya BB Pro Team  | + 3 s           |
| 6.º | Meindert Weulink      | À Bloc CT            | + 3 s           |
| 7.º | Immanuel Stark        | P&S Benotti          | + 3 s           |
| 8.º | David Dekker          | Jumbo-Visma          | + 29 s          |
| 9.º | Carlos Alfonso García | México               | + 29 s          |
| 10.º | Filippo Fiorelli      | Bardiani CSF Faizanè | + 29 s          |

## Clasificaciones finales
- Las clasificaciones finalizaron de la siguiente forma:[3]

### Clasificación general
| \| Clasificación general \| Clasificación general \| Clasificación general \| Clasificación general \| Clasificación general \| \| Ciclista \| Ciclista \| Equipo \| Tiempo \| \| \| --------------------- \| --------------------- \| ------------------------------- \| --------------------- \| --------------------- \| \| 1.º \| Giovanni Aleotti \| Bora-Hansgrohe \| 12 h 38 min 22 s \| \| \| 2.º \| Harm Vanhoucke \| Lotto-Soudal \| + 25 s \| \| \| 3.º \| Cian Uijtdebroeks \| Bora-Hansgrohe \| + 30 s \| \| \| 4.º \| Stefan de Bod \| Astana Qazaqstan Team \| + 38 s \| \| \| 5.º \| Gijs Leemreize \| Jumbo-Visma \| + 1 min 36 s \| \| \| 6.º \| Andrea Piccolo \| Drone Hopper-Androni Giocattoli \| + 1 min 52 s \| \| \| 7.º \| Johannes Adamietz \| Saris Rouvy Sauerland Team \| + 1 min 57 s \| \| \| 8.º \| James Piccoli \| Israel-Premier Tech \| + 1 min 59 s \| \| \| 9.º \| Chris Harper \| Jumbo-Visma \| + 2 min 02 s \| \| \| 10.º \| Roland Thalmann \| Team Vorarlberg \| + 2 min 03 s \| \| |                   |                                 |                  |
| |                   |                                 |                  |
| |                   |                                 |                  |
| Clasificación general |                   |                                 |                  |
| Ciclista | Ciclista          | Equipo                          | Tiempo           |
| 1.º | Giovanni Aleotti  | Bora-Hansgrohe                  | 12 h 38 min 22 s |
| 2.º | Harm Vanhoucke    | Lotto-Soudal                    | + 25 s           |
| 3.º | Cian Uijtdebroeks | Bora-Hansgrohe                  | + 30 s           |
| 4.º | Stefan de Bod     | Astana Qazaqstan Team           | + 38 s           |
| 5.º | Gijs Leemreize    | Jumbo-Visma                     | + 1 min 36 s     |
| 6.º | Andrea Piccolo    | Drone Hopper-Androni Giocattoli | + 1 min 52 s     |
| 7.º | Johannes Adamietz | Saris Rouvy Sauerland Team      | + 1 min 57 s     |
| 8.º | James Piccoli     | Israel-Premier Tech             | + 1 min 59 s     |
| 9.º | Chris Harper      | Jumbo-Visma                     | + 2 min 02 s     |
| 10.º | Roland Thalmann   | Team Vorarlberg                 | + 2 min 03 s     |

### Clasificación de la montaña
| Clasificación de la montaña | Clasificación de la montaña | Clasificación de la montaña     | Clasificación de la montaña | Clasificación de la montaña |
| Ciclista                    | Ciclista                    | Equipo                          | Puntos                      |                             |
| --------------------------- | --------------------------- | ------------------------------- | --------------------------- | --------------------------- |
| 1.º                         | Lukas Meiler                | Team Vorarlberg                 | 35 pts                      |                             |
| 2.º                         | Giovanni Aleotti            | Bora-Hansgrohe                  | 32 pts                      |                             |
| 3.º                         | Harm Vanhoucke              | Lotto-Soudal                    | 24 pts                      |                             |
| 4.º                         | Dominik Neumann             | Elkov-Kasper                    | 22 pts                      |                             |
| 5.º                         | Cian Uijtdebroeks           | Bora-Hansgrohe                  | 20 pts                      |                             |
| 6.º                         | Gijs Leemreize              | Jumbo-Visma                     | 14 pts                      |                             |
| 7.º                         | Stefan de Bod               | Astana Qazaqstan Team           | 13 pts                      |                             |
| 8.º                         | Sebastian Berwick           | Israel-Premier Tech             | 12 pts                      |                             |
| 9.º                         | Szymon Tracz                | EF Education-Nippo Development  | 11 pts                      |                             |
| 10.º                        | Andrea Piccolo              | Drone Hopper-Androni Giocattoli | 10 pts                      |                             |

### Clasificación de los puntos
| Clasificación por puntos | Clasificación por puntos | Clasificación por puntos        | Clasificación por puntos | Clasificación por puntos |
| Ciclista                 | Ciclista                 | Equipo                          | Puntos                   |                          |
| ------------------------ | ------------------------ | ------------------------------- | ------------------------ | ------------------------ |
| 1.º                      | Giovanni Aleotti         | Bora-Hansgrohe                  | 50 pts                   |                          |
| 2.º                      | Stefano Gandin           | Team Corratec                   | 37 pts                   |                          |
| 3.º                      | Harm Vanhoucke           | Lotto-Soudal                    | 35 pts                   |                          |
| 4.º                      | Filippo Fiorelli         | Bardiani CSF Faizanè            | 32 pts                   |                          |
| 5.º                      | Lukas Meiler             | Team Vorarlberg                 | 31 pts                   |                          |
| 6.º                      | Cian Uijtdebroeks        | Bora-Hansgrohe                  | 27 pts                   |                          |
| 7.º                      | Nicolas Dalla Valle      | Giotti Victoria-Savini Due      | 26 pts                   |                          |
| 8.º                      | Stefan de Bod            | Astana Qazaqstan Team           | 25 pts                   |                          |
| 9.º                      | Tim Van Dijke            | Jumbo-Visma                     | 25 pts                   |                          |
| 10.º                     | Andrea Piccolo           | Drone Hopper-Androni Giocattoli | 22 pts                   |                          |

### Clasificación de los jóvenes
| Clasificación del mejor joven | Clasificación del mejor joven | Clasificación del mejor joven   | Clasificación del mejor joven | Clasificación del mejor joven |
| Ciclista                      | Ciclista                      | Equipo                          | Tiempo                        |                               |
| ----------------------------- | ----------------------------- | ------------------------------- | ----------------------------- | ----------------------------- |
| 1.º                           | Cian Uijtdebroeks             | Bora-Hansgrohe                  | 12 h 38 min 52 s              |                               |
| 2.º                           | Andrea Piccolo                | Drone Hopper-Androni Giocattoli | + 1 min 22 s                  |                               |
| 3.º                           | Santiago Umba                 | Drone Hopper-Androni Giocattoli | + 3 min 15 s                  |                               |
| 4.º                           | Martin Marcellusi             | Bardiani CSF Faizanè            | + 7 min 42 s                  |                               |
| 5.º                           | Karel Camrda                  | ATT Investments                 | + 8 min 10 s                  |                               |
| 6.º                           | Isaac Del Toro                | México                          | + 10 min 24 s                 |                               |
| 7.º                           | Callum MacLeod                | À Bloc CT                       | + 10 min 44 s                 |                               |
| 8.º                           | Trym Brennsæter               | EF Education-Nippo Development  | + 14 min 06 s                 |                               |
| 9.º                           | Max Benz-Kuch                 | Maloja Pushbikers               | + 15 min 40 s                 |                               |
| 10.º                          | Luis-Joe Lührs                | Bora-Hansgrohe                  | + 8 min 02 s                  |                               |

### Clasificación por equipos
| Clasificación por equipos | Clasificación por equipos       | Clasificación por equipos | Clasificación por equipos |
| Equipo                    | Equipo                          | Tiempo                    |                           |
| ------------------------- | ------------------------------- | ------------------------- | ------------------------- |
| 1.º                       | Israel-Premier Tech             | 38 h 02 min 21 s          |                           |
| 2.º                       | Vorarlberg                      | + 30 s                    |                           |
| 3.º                       | Drone Hopper-Androni Giocattoli | + 1 min 58 s              |                           |
| 4.º                       | Elkov-Kasper                    | + 4 min 18 s              |                           |
| 5.º                       | Lotto-Soudal                    | + 8 min 34 s              |                           |

## Evolución de las clasificaciones
| Etapa                   |                         | Ganador _        | Clasificación general | Puntos           | Montaña          | Jóvenes           | Equipo _            |
| ----------------------- | ----------------------- | ---------------- | --------------------- | ---------------- | ---------------- | ----------------- | ------------------- |
| Prólogo                 | contrarreloj individual | Tim Van Dijke    | Tim Van Dijke         | Tim Van Dijke    | no otorgado      | Tim Van Dijke     | Jumbo-Visma         |
| 1.ª etapa               | etapa de media montaña  | Filippo Fiorelli | Filippo Fiorelli      | Filippo Fiorelli | Lukas Meiler     | Tim Van Dijke     | Jumbo-Visma         |
| 2.ª etapa               | etapa de montaña        | Giovanni Aleotti | Giovanni Aleotti      | Filippo Fiorelli | Lukas Meiler     | Cian Uijtdebroeks | Vorarlberg          |
| 3.ª etapa A             | cronoescalada           | Giovanni Aleotti | Giovanni Aleotti      | Giovanni Aleotti | Giovanni Aleotti | Cian Uijtdebroeks | Israel-Premier Tech |
| 3.ª etapa B             | etapa de media montaña  | Stefano Gandin   | Giovanni Aleotti      | Giovanni Aleotti | Lukas Meiler     | Cian Uijtdebroeks | Israel-Premier Tech |
| Clasificaciones finales | Clasificaciones finales |                  | Giovanni Aleotti      | Giovanni Aleotti | Lukas Meiler     | Cian Uijtdebroeks | Israel-Premier Tech |

## UCI World Ranking
El Tour de Sibiu otorgó puntos para el UCI World Ranking para corredores de los equipos en las categorías UCI WorldTeam, UCI ProTeam y Continental. Las siguientes tablas son el baremo de puntuación y los diez corredores que obtuvieron más puntos:
| Posición              | 1.º | 2.º | 3.º | 4.º | 5.º | 6.º | 7.º | 8.º | 9.º | 10.º | 11.º | 12.º | 13.º-15.º | 16.º-25.º |
| Clasificación general | 125 | 85  | 70  | 60  | 50  | 40  | 35  | 30  | 25  | 20   | 15   | 10   | 5         | 3         |
| Por etapa             | 14  | 5   | 3   |     |     |     |     |     |     |      |      |      |           |           |
| Líder                 | 3   |     |     |     |     |     |     |     |     |      |      |      |           |           |

| Clasificación |                   |                                 |         |       |       |       |
| Posición      | Ciclista          | Equipo                          | General | Etapa | Líder | Total |
| ------------- | ----------------- | ------------------------------- | ------- | ----- | ----- | ----- |
| 1.º           | Giovanni Aleotti  | Bora-Hansgrohe                  | 125     | 28    | 6     | 159   |
| 2.º           | Harm Vanhoucke    | Lotto Soudal                    | 85      | 8     | -     | 93    |
| 3.º           | Cian Uijtdebroeks | Bora-Hansgrohe                  | 70      | 3     | -     | 73    |
| 4.º           | Stefan de Bod     | Astana Qazaqstan                | 60      | 5     | -     | 65    |
| 5.º           | Gijs Leemreize    | Jumbo-Visma                     | 50      | -     | -     | 50    |
| 6.º           | Andrea Piccolo    | Drone Hopper-Androni Giocattoli | 40      | 3     | -     | 43    |
| 7.º           | Johannes Adamietz | Saris Rouvy Sauerland           | 35      | -     | -     | 35    |
| 8.º           | James Piccoli     | Israel-Premier Tech             | 30      | -     | -     | 30    |
| 9.º           | Chris Harper      | Jumbo-Visma                     | 25      | -     | -     | 25    |
| 10.º          | Roland Thalmann   | Vorarlberg                      | 20      | -     | -     | 20    |